# Ludwig von Gablenz
Pour les articles homonymes, voir Gablenz.
Ludwig-Karl-Wilhelm, baron von Gablenz-Eskeles (19 juillet 1814, Iéna - 28 janvier 1874, Zurich) est un général et homme politique autrichien.

## Biographie

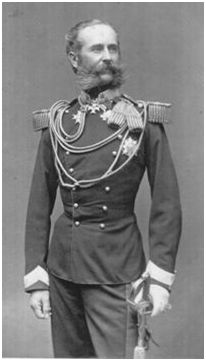
Photographie de Gablenz.

Fils du général Heinrich Adolf von Gablenz, il suivit une carrière militaire en entrant à l'Académie militaire de Dresde. Il passa au service du roi de Saxe, puis de l'Autriche.
En 1867, il devient membre du Herrenhaus (de) du Reichsrat.
Il est nommé commandant de la Croatie et de la Slavonie en 1868, puis commandant de la Hongrie en 1869.
Il représente l'empereur François-Joseph Ier d'Autriche lors de l'entrée des troupes allemandes victorieuses à Berlin.
Il épouse en 1853 la baronne von Eskeles, petite-fille du baron Bernhard von Eskeles et du baron Karl von Brentano-Cimaroli (de).